# Фінал кубка СРСР з футболу 1949
Десятий фінал кубка СРСР з футболу відбувся на стадіоні «Динамо» в Москві 4 листопада 1949 року. У грі взяли участь московські команди «Динамо» і «Торпедо». На матчі були присутні 65 тисяч глядачів.

## Претенденти
«Динамо» (Москва)
- Чемпіон СРСР (5): 1936 (в), 1937, 1940, 1945, 1949.
- Срібний призер (4): 1936 (о), 1946, 1947, 1948.
- Володар кубка СРСР (1): 1937.
- Фіналіст кубка СРСР (1): 1945.

«Торпедо» (Москва)
- Бронзовий призер (2): 1945.
- Фіналіст кубка СРСР (1): 1947.

## Деталі матчу
| 4 листопада 1949 |

| «Торпедо»                    | 2 – 1 | «Динамо»  |
| ---------------------------- | ----- | --------- |
| Нечаєв 38' В. Пономарьов 83' | Звіт  | Ільїн 17' |

| «Динамо» (Москва) Глядачів: 70 000 Арбітр: Бєлянін (Москва) |

| ТОРПЕДО           |                       |
|                   |                       |
| ВР                | Володимир Лексовський |
| ЗХ                | Михайло Бичков        |
| ЗХ                | Григорій Дуганов      |
| ЗХ                | Августін Гомес        |
| ПЗ                | Павло Саломатін       |
| ПЗ                | Юрій Чайко            |
| НП                | Віктор Пономарьов     |
| НП                | Микола Єфимов         |
| НП                | Олександр Пономарьов  |
| НП                | Володимир Нечаєв      |
| НП                | Антонін Сочнєв        |
| Тренер:           |                       |
| Костянтин Квашнін |                       |

| ДИНАМО         |                     |     |
|                |                     |     |
| ВР             | Олексій Хомич       |     |
| ЗХ             | Олександр Петров    |     |
| ЗХ             | Михайло Семичастний |     |
| ЗХ             | Петро Іванов        |     |
| ПЗ             | Всеволод Блінков    | 78' |
| ПЗ             | Леонід Соловйов     |     |
| НП             | Володимир Цвєтков   |     |
| НП             | Іван Конов          |     |
| НП             | Костянтин Бєсков    |     |
| НП             | Володимир Савдунін  |     |
| НП             | Володимир Ільїн     |     |
| Заміна:        |                     |     |
| ПЗ             | Олександр Соколов   | 78' |
| Тренер:        |                     |     |
| Михайло Якушин |                     |     |